# Les Clotes (Conques)
Les Clotes és un paratge del terme municipal d'Isona i Conca Dellà, a l'antic terme de Conques. El lloc és al sud de Figuerola d'Orcau i a ponent de Conques, al costat nord-oest mateix del Castell de Castelltallat (Isona i Conca Dellà). La carretera C-1412b travessa pel bell mig aquest paratge, que queda, però, majoritàriament al sud-oest de la carretera. És a l'esquerra de la Segla de les Bassades.